# Fujita Satoshi
Satoshi Fujita (sinh ngày 23 tháng 9 năm 1976) là một cầu thủ bóng đá người Nhật Bản.

## Sự nghiệp câu lạc bộ
Satoshi Fujita đã từng chơi cho Gamba Osaka.